# Centruchus fuscipennis
Centruchus fuscipennis är en insektsart som beskrevs av Ernst Friedrich Germar. Centruchus fuscipennis ingår i släktet Centruchus och familjen hornstritar. Inga underarter finns listade i Catalogue of Life.